# Ordubad
Ordubad ili  Ordubat je najveće naseljeno mjesto i upravno središte azerbajdžanskog rajona Ordubadskog rajona; drugi po veličini naseljeno mjesto u Nahičevanskoj Autonomnoj Republici (iza grada Nahičevana), oko 88 km jugoistočno od glavnoga i jedinoga grada Nahičevanske Autonomne Republike, Nahičevana, i 94 km sjeverozapadno od Tabriza u Iranu. 
Povijesno središte Ordubada je nominirano za upis na UNESCO-ov popis mjesta svjetske baštine u Aziji od 2001. god. kao „planski feudalni grad koji je bio jedan od najvažnijih trgovačkih gradova s karavanima koji su dolazili iz Kine, Europe i Indije”.

## Zemljopisne odlike
Ordubad se nalazi na nadmorskoj visini od 948 metara, na sjevernoj obali središnjeg dijela rijeke Aras, istočna Zakavkazja, koja je ranije pripadala Perziji, a sada u Azerbajdžanu. Ordubad je podijeljen u pet četvrti: Ambaras, Kurdtatal, Mingis, Sar Šeher i Uč. Ordubad ima veliki broj stabala oraha i duda.

## Povijest
Arheološka istraživanja ruskih arheologa u drevnim naseljima Ordubada otkrila su ostatke brončanog doba iz četvrtog stoljeća.
Ordubad je bio važna postaja na putu svile i imao je trgovačke veze s Kinom, Europom i Indijom. Urbano središte je tada bilo na vrhu Ambrasa na lijevoj obali rijeke Ordubadčaj, poznato kao grad Gala. Razvojem Ordubada izgradila su se nove četvrti naselja s desne obale rijeke koje je nazvano Ordubad. To ime je tursko-perzijskog podrijetla i znači „vojni grad” (od turskog ordu, što znači vojska, i perzijskog bad, što znači „grad”), što znači da je grad nastao u vrijeme mongolske ili Il-Khanidske vladavine (1256. – 1335.). Svakako, Hamdalah Mustaufi (pisac iz sredine 14. stoljeća) opisuje ga kao provincijalni grad, jedan od pet gradova koji čine tumān Nahičevan, s finim vrtovima i dobrim grožđem, kukuruzom i pamukom.
Ordubad je strašno stradao u sukobima Osmanlijskog Carstva i Safavidskog Carstva u 16. st.; toliko da su stanovnici bili oslobođeni poreza kako bi se Ordubad obnovio. U 17. i 18. stoljeću na desnoj obali Ordubada uspostavljeni su trgovački centri, što je umanjilo važnost gornjeg grada Gala, a Ordubad je izgrađen u snažno istočnjačkom feudalnom stilu. U svibnju 1829. u Ordubadu je živjelo 644 domaćinstva s populacijom od 2.444 stanovnika. U Ordubadu je bila tržnica, 6 velikih džamija, 6 karavanseraja i most preko rijeke Ordubad. Gospodarstvo Ordubada ovisilo je o trgovini, osobito voća, pšenice i svile, grožđa (40 vrsta), araka, te ponajviše svile koja se izvozila u Veneciju, Marseilles, Amsterdam i mnoga druga mjesta u Europi.
Krajem 18. i početkom 19. st. formiran je Nahičevanski Kanat, koji je nominalno priznavao perzijsku vlast. Nakon Rusko-perzijskog rata (1826. – 1828.) Turkmančajskim mirovnim ugovorom 1828. godine ovo područje postaje ruskim posjedom, a Nahičevanski Kanat se ukida.
Godine 1999. zabilježeno je 5000 stanovnika, od kojih je velika većina pripadala šijitskim muslimanima, jer su Armenci i Rusi činili manjinu.

## Znamenitosti
U novom Ordubadu, planiranom u 17. stoljeću, postojalo je pet četvrti s trgovačkim trgovima većih dimenzija, koji su također imali mnoštvo džamija, česama i kupki. Raspored ulica je radijalan i pojavljuje se u obliku lepeze od središta Ordubada. Svaka od ulica ima trg s bunarima kanatima koji su tipično obilježje grada i azerbajdžanske kulture. Srednjovjekovni trg se nalazi u srcu Ordubada, a Džuma džamija (Cümə) je orijentir. Povijesni muzej, smješten na suprotnoj strani, je kupolasta građevina iz 18. stoljeća koja je u prošlosti služila kao trgovina svilom, restoran i zurkhaneh ("kuća snage"). Obližnja zgrada Gejserija je povijesna građevina iz 17. stoljeća koja je danas povijesni i etnografski muzej.
- Gejserija noću
- Džuma džamija
- Saršahar džamija
- Ambaras džamija

## Gospodarstvo
U sovjetskom razdoblju se u Ordubadu pored poljoprivrede razvilo i rudarstvo (bakar, boksit, volfram, kositar). U regiji je u 2015. poslovalo 21 industrijsko postrojenje (npr. prerada mlijeka, proizvodnja sokova od nara), koja su zapošljavala 634 radnika i proizvodili 8469,7 tisuća manata, što je 4,8 puta više od 2005. godine.

## Vanjske poveznice
|  | Zajednički poslužitelj ima još gradiva o temi Ordubad |